# Aphelandra maximiliana
Aphelandra maximiliana là một loài thực vật có hoa trong họ Ô rô. Loài này được (Nees) Benth. ex Lindau mô tả khoa học đầu tiên năm 1895.